# Erebia shinaensis
Erebia shinaensis är en fjärilsart som beskrevs av Hiroshi Kanda och Fujimori 1931. Erebia shinaensis ingår i släktet Erebia och familjen praktfjärilar. Inga underarter finns listade i Catalogue of Life.